# Marie Berton-Maire
Marie Berton-Maire, née le 27 décembre 1894 à Roubaix et morte le 7 juin 1975 à Paris est une artiste-peintre, sculptrice et dessinatrice française, sociétaire du Salon des artistes français. Elle obtient la médaille d'or au Salon des artistes français en 1942.

## Biographie
Marie Berton-Maire est la fille de Paul Berton, livreur et de Joséphine Céline Joseph Debruyne, ménagère. Elle se marie le 11 octobre 1930 dans le 7e arrondissement de Paris, avec Edouard Francois Maire,. Elle est l'élève de Ferdinand Humbert, de Suzanne Minier et de Pharaon de Winter, membre de l'Union des femmes peintres et sculpteurs, sociétaire de la Société des artistes français. Elle obtient en 1928 une mention honorable au Salon des artistes français. Elle expose en 1929 au Salon des humoristes un bronze à cire perdue : Contemplation. Elle participe en 1930 à l'exposition artistique du Cercle de l'Industrie à Roubaix avec entre autres, Rémy Cogghe, Paul Barian, Charles-Henry Bizard, Jean Chaleyé et Henri Pailler. Elle remporte la médaille d'argent  au Salon des artistes français en 1931. Elle expose en 1934 au vernissage annuel de la Société des artistes français avec comme œuvre, La vitrine en porcelaine. Elle a reçu une mention à l'exposition des Arts de la Femme au Grand palais de l’Exposition Internationale du Nord de la France en juin 1911 et a obtenu le prix Jeanne-Marceron-Maille et la médaille d'or au Salon des artistes français en 1942. Elle participe en 1944 au salon des artistes, hors concours avec Les pivoines blanches, huile sur toile. Elle habite à ce moment au 1 bis rue de Chaillot dans le 16e arrondissement de Paris et décèdera dans ce même arrondissement en 1975.

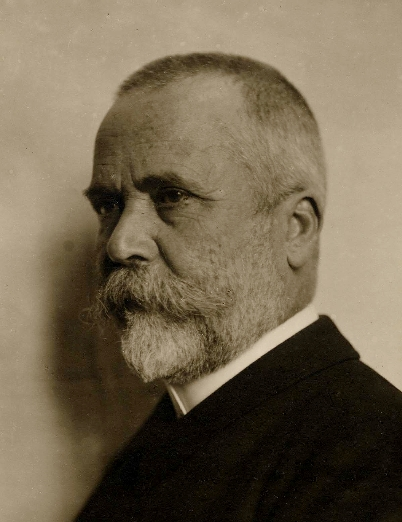
Pharaon de Winter, un des maîtres de Marie Berton-Maire.

## Œuvres
Quelques œuvres de Marie Berton-Maire :
- Maternité à Sidi Aïssa, 1927
- Cour mauresque à Alger
- Rue animée en Orient
- Effet de matin (sud algérien), 1929
- Un carrefour à Bou-Saâda, 1929
- La Grand Place de Roubaix
- La vitrine de porcelaines, 1934
- Femme dans la casbah d'Alger
- La salle à manger
- Guanyin et bouquet de fleurs
- L'église de Saint-Séverin à Paris
- Femmes sous les escaliers de la casbah d'Alger, 1937
- Portrait d'Italienne
- Roses dans un vase
- Quai de Passy
- Portrait d'homme
- Intérieur d'église
- Le gué à marée basse, Lannion
- Les pivoines blanches, 1944